# Публічне повідомлення
Публічне повідомлення - це повідомлення що публічно оголошується суб'єктом що розміщує повідомлення
.
Публічне повідомлення є загальнодоступним для сторонніх осіб, адресатом публічного повідомлення може бути як окрема особа так і група осіб чи навіть адресатом може бути будь яка особа яка прочитає повідомлення
. Часто публічні повідомлення використовуються судовими органами, для повідомлення окремих осіб і громадськості про перебіг судових справ. Необхідність подання публічного повідомлення в певній ситуації може бути вимогою законодавства і тягнути певні правові наслідки для суб'єкта чи об'єкта публічного повідомлення. Предметом розміщення публічного повідомлення можуть бути примірники газет (газетний наклад), плакати, листівки, соціальні мережі, поштові повідомлення, голосові повідомлення. Публічне повідомлення може мати декларативне чи символічне значення і не мати фактичного наслідку. 